# Ada Nettleship
Ada Nettleship, née en 1856 à Whitechapel et morte le 19 décembre 1932 à Londres, est une couturière et styliste britannique. Elle a longtemps assuré seule les revenus financiers de la famille, gérant une entrepris de couture, tout en élevant ses trois enfants. Ada Nettleship est aujourd'hui surtout connue pour ses tenues de scène, en particulier la robe Beetle wings portée par l'actrice Ellen Terry pour le rôle de Lady Macbeth. Elle est aussi à l'avant-garde du style du vêtement esthétique (en) et du mouvement de réforme vestimentaire qui prône des vêtements de tous les jours légers et faciles à porter. 

## Biographie

### Jeunesse
Adaline Cort Hinton (Ada) est née en 1856 à Whitechapel ou dans le Middlesex. Elle est la fille du chirurgien James Hinton (en) et de Margaret Haddon. Le mathématicien Charles Howard Hinton est son frère. La mère et les enfants vivent à Brighton où le père qui travaille à Londres les rejoint les week-ends. 
En 1876, quatre mois après le décès de son père, elle épouse le peintre et sculpteur britannique John Trivett Nettleship (en), avec qui elle a trois enfants : Ida Nettleship (en), Ethel et Ursula.

### Carrière
Son mari artiste n'étant pas toujours en mesure s'assurer un revenu financier stable à la famille, Ada Nettleship, déjà formée à la broderie, étend son activité à la couture et ouvre un atelier. Elle se forge rapidement une réputation au point que le Harper's Bazaar la décrit comme « peut-être la couturière , la plus singulière au monde ».
En 1881 elle emploie dix femmes et deux jeunes filles dans son entreprise de couture. 

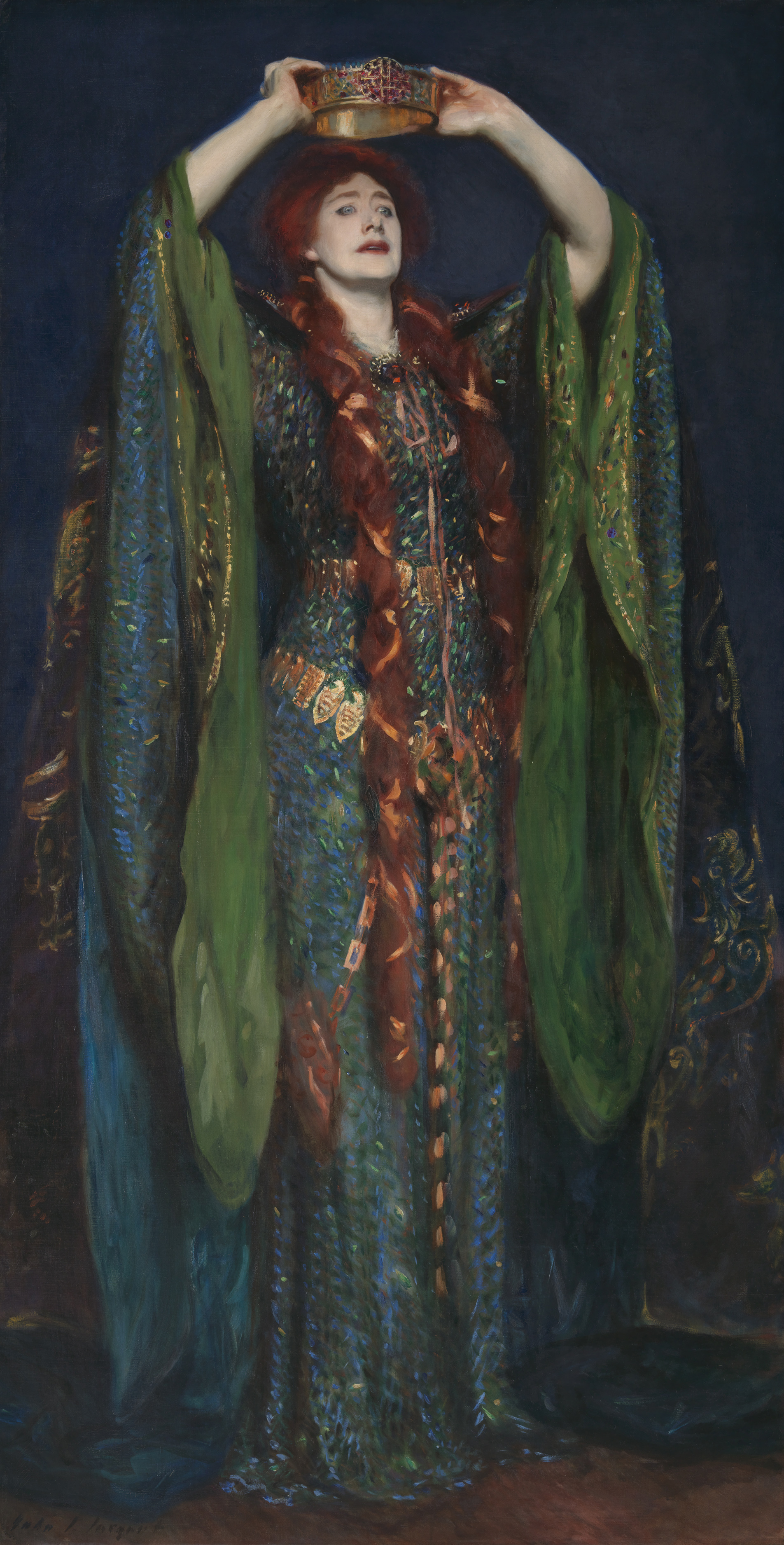
Ellen Terry dans le rôle de Lady Macbeth, par John Singer Sargent, 1889. Ellen Terry porte la robe irisée Carr-Nettleship.

En 1884, elle réalise la robe de mariée de Constance Lloyd pour son mariage avec Oscar Wilde. Le crédit du design est souvent attribué à Oscar Wilde, mais l'idée peut tout aussi bien être de Constance Lloyd. Les deux femmes travaillent ensuite ensemble pour d'autres vêtements.
C'est durant leur collaboration qu'Ada Nettleship expérimente pour la première fois les ailes de scarabées pour créer un effet irisé, une technique qu'elle réutilisera. Elles contribuent à établir la nouvelle mode esthétique, soit des vêtements plus amples et plus fluides avec des touches théâtrales telles que la dentelle, la broderie ou le brocart,.

#### Les costumes de théâtre
À partir de 1887, Ada Nettleship est la principale costumière de la comédienne Ellen Terry. Une de ces œuvres les plus connues est un costume de théâtre réalisé en 1888 pour le rôle de Lady Macbeth, la robe Beetle Wing. Imaginée par Alice Comyns Carr et crochetée par Ada Nettleship pour simuler une cotte de mailles souple, la robe est surpiquée de plus de 1 000 ailes de scarabées pour créer un effet irisé. L'idée de ce costume est probablement venue de deux modèles antérieurs d'Ada Nettleship : une robe de 1886 et un chapeau de 1887 pour Constance Lloyd qui étaient également surpiqués d'ailes de scarabée vertes irisées. 
La robe est immortalisée en 1899 dans le portrait en pied d'Ellen Terry en Lady Macbeth par John Singer Sargent en 1889, qui représente le moment dramatique où Lady Macbeth revendique sa couronne, tel qu'il le vit le soir de la première. Le costume restauré est exposé dans la maison d'Ellen Terry, Smallhythe Place (en), près de Tenterden dans le Kent et figure aux côtés du tableau de John Singer Sargent dans l'exposition Sargent and Fashion à la Tate Britain en 2024,,. 
Ada Nettleship collabore avec Alice Comyns Carr pour réaliser une robe pour une production d'Henri VIII, et elle crée une robe pour la pièce Henri de Navarre dont Ellen Terry se plaint qu'elle est extrêmement lourde en raison de l'utilisation de paniers en acier et de surpiqûres importantes avec des bijoux. Ada Nettleship habille également Ellen Terry dans les rôles de Cordélia dans Le Roi Lear (1892), Guenièvre dans Le Roi Arthur (1895) et Imogène dans Cymbeline (1896).
Parmi ses clients notables figurent aussi la soprano Marie Tempest (en), l'actrice Winifred Emery (en), Sarah Bernhardt, et des membres de la famille royale.

#### Le vêtement rationnel
Ada Nettleship est à l'avant-garde du style vestimentaire esthétique (en) et du mouvement du vêtement rationnel. Ses créations audacieuses - en particulier celles pour Constance Lloyd — sont admirées par l'avant-garde londonienne et, en 1883, son travail est repris dans une exposition historique de la Rational Dress Society (en). 
Parmi les jupes-culottes et les costumes « extravagants » conçus pour le cricket et la navigation figurent les « robes de soirée et de promenade artistiquement conçues » d'Ada Nettlehip. Elle présent notamment un « costume de marche pour dames » comprenant un pantalon, élément permettant de raccourcir radicalement la jupe et de réduire ainsi le poids de l'ensemble. C'est plus de deux décennies avant que les femmes européennes ne commencent à porter le pantalon en public. Selon la St James Gazette, « il est plus que concevable qu'une jeune femme de belle allure puisse paraître avantageuse [dans une robe de soirée d'Ada] sans aucun corset ».
Les créations d'Ada Nettleship sont cependant généralement considérées comme trop excentriques par le grand public et souvent ridiculisées dans la presse et dans les lettres privées.

### Déclin de l'entreprise
Lorsque son mari meurt en 1902, Ada Nettleship a 46 ans. Elle déménage avec ses deux plus jeunes filles dans une maison plus petite à Wigmore Street. En juin 1904, elle constitue son entreprise en société anonyme avec 8 000 actions privilégiées et 10 000 actions ordinaires. Elle conserve la moitié des actions ordinaires et Percy Anderson (en) (1851-1928), peintre et costumier, prend les 50 % restants. Il s’engage à « faire de son mieux pour passer toutes les commandes de costumes à la nouvelle société ». Ada Nettleship conserve la direction de la société en tant que salariée. Durant la même période, elle est confrontée avec de nouveaux problèmes familiaux : la mort de sa fille Ida, la dispute autour de la garde des petits-enfants.
La société de couture enregistre une baisse sévère de son chiffre d'affaires et de ses bénéfices, ce qui mécontente les actionnaires. Malgré les effort, y compris financiers, d'Ada Nettleship, elle peine à remonter la pente.
Alors que la Première Guerre mondiale se profile et qu'elle atteint la soixantaine, Ada Nettleship se consacre désormais à sa famille et ses petits enfants.

### Fin de vie
Ada Nettleship décède le 19 décembre 1932 à son domicile, 45 Weymouth Street, à Londres. Elle est inhumée au cimetière de Kensal Green.

## Exposition
- 2024 : Sargent and Fashion, Tate Britain. La robe Beetle wing est exposée à côté du tableau de John Singer Sargent[6]